# 和深川王子神社
和深川王子神社（わぶかがわおうじじんじゃ）は和歌山県西牟婁郡すさみ町にある神社である。

## 概要
寛永2年（1625年）、松本四郎大夫広正が創建。
かつては、現在地よりも北の宮の谷にあったと伝えられている。創建当時から2社が併祀されており、明治42年（1909年）に周参見王子神社に合祀されたことになっているが、実際はそのまま祭祀されたものと思われる。御神体には室町時代以前と思われる懸仏3体が完全な形で保存されていて、文化財的価値が高い。他に、弘化3年（1846年）の記がある石灯籠や、弘化4年の年記がある石造手水鉢がある。また、境内の神社林は、古い森林形態をとどめる貴重なものである。
『紀伊続風土記』に記述があり、春日神社の摂社であると述べられている。